# Gerhard Pirklbauer
Gerhard Rupert Pirklbauer (* 3. Mai 1954 in Salzburg) ist ein österreichischer Komponist und Pianist.

## Leben
Gerhard Pirklbauer erhielt den ersten Klavierunterricht im Alter von sechs Jahren durch seinen Vater. In den Jahren von 1972 bis 1977 studierte er an der Universität Salzburg Rechts- und Staatswissenschaft. Im Jahr 1977 erfolgte seine Promotion. Parallel dazu studierte er von 1972 bis 1980 an der Universität Mozarteum Salzburg Dirigieren bei Gerhard Wimberger sowie Theorie und Komposition bei Helmut Eder. An der Universität Salzburg schlossen sich in den Jahren von 1979 bis 1981 Studien der Musikwissenschaft und Italienisch an.
Im Jahr 1980 legte er an der Universität Mozarteum Salzburg das Diplom in Komposition ab. Die Sponsion zum Mag. art. erfolgte im Jahr 1985 ebenda.
Von 1979 bis 1989 war Pirklbauer als Musikschullehrer beim Oberösterreichischen Landesmusikschulwerk tätig. Seit 1983 ist er Dozent für Tonsatz an der Universität Mozarteum Salzburg. Von 1989 bis 2000 hatte er eine Assistenzprofessur ebenda inne, seit dem Jahr 2000 eine Außerordentliche Universitätsprofessur für Tonsatz am Institut für Dirigieren, Komposition und Musiktheorie.

„Natürlich erfinde und erzeuge ich nicht Musik nach einer gleichbleibenden Technik und auch nicht in gleichbleibender Stilistik oder auferlegten formalen oder sonstigen Zwängen. Immer wieder genieße ich die Freiheit, mein musikalisches Material nach evidenten oder latenten dodekaphonischen Strukturen zu organisieren. Dies läßt mir prinzipiell zwei dialektische klangliche Bearbeitungsmöglichkeiten offen, welche aber in Wirklichkeit ein breites Spektrum der Farbpalette an Zwischentönen miteinschließen:
a) evident zwölftönig - mit dem Versuch einer Annäherung an die Musik der Zweiten Wiener Schule; Zurückdrängen des Konsonanzgehaltes, Emanzipation der Dissonanz;
b) latent zwölftönig - d. h. im Erscheinungsbild nicht oder kaum als solche erkennbar bzw. nur ansatzweise oder inkonsequente Handhabung der oben angeführten Technik zur Genese von willkürlichen harmonischen Feldern, erweiterter Tonalität (funktional oder modal-alteriert oder Quartenharmonik).
In meiner Musik verschiebe ich die Gewichtung eher in die harmonische Richtung (b), kombiniere mit betont rhythmischer Strukturierung (auch afrikanische Rhythmen oder jazzartige Grooves). In der Verarbeitung der musikalischen Ideen bevorzuge ich polyphone imitatorische Prinzipien, die ich zumal frei nach Gefühl, aber auch architektonisch konstruierend vorführe. Manchmal muß aber auch Raum für das Unerwartete sein, daher gibt es auch immer wieder parataktische Musik! Wo es die Programmatik zuläßt, verarbeite ich in einigen Stücken auch Zitate (vor allem von Wolfgang Amadeus Mozart) in aleatorischen oder collageartigen Konstellationen.“

## Auszeichnungen
- 1979: 2. Preis beim Kompositionswettbewerb des ORF Salzburg[1]
- 1981: Staatsstipendium für Komposition der Republik Österreich[3]
- 1986: Talentförderungsprämie des Landes Oberösterreich[1]
- 1991: Förderungspreis des BMUK[1]

## Werke
- Fünf Stücke für Oboe und Klarinette (1977)[4]
- Variationen für Klavier zu vier Händen (1977)[4]
- Divertimento a quattro – Quintett für Flöte, Viola, Kontrabass, Vibraphon und Schlagzeug (1978)[4]
- Quintett – Quintett für Flöte, Oboe, Klarinette, Horn und Fagott (1978)[4]
- Zwei Sätze für Streichtrio – für Violine, Viola und Violoncello (1978)[4]
- Cantus firmus Sätze – für vierstimmig gemischten Chor (1979)[4]
- Movement for Twelve Strings – für Kammerorchester (1980)[4]
- Divertimento „Mozarteum“ – für Orchester (1980)[4]
- Arminius oder Qui la dura la vince – (Heinrich Ignaz Biber), Generalbaßaussetzung (1981)[4]
- Fünf Lieder – Solo für Klavier und hohe Stimme nach Texten von Josef Hofmann (1981)[4]
- Divertimento a quattro II – Quartett für Flöte, Viola, Vibraphon und Kontrabass (1981)[4]
- Fughetta – Solo für Klavier (1981–1982)[4]
- Stücke für Klavier – Solo für Klavier (1982)[4]
- Missa Brevis Polystilistica – Oktett für zwei Trompeten, zwei Posaune, Flöte, Pauke, Orgel und Kontrabass mit Chor (1985)[4]
- Konzert für Saxophon und Orchester – Solo für Altsaxophon (1986)[4]
- A little Watermusic – für vier Synthesizer (1987)[4]
- O.T.A.I. – in memoriam Cesar Bresgen, Trio für Oboe, Perkussion und Violine mit Stimme und Synthesizer (1988)[4]
- Drei Lieder nach Texten von Georg Trakl – für Singstimme, Englischhorn und Streichquartett (1989)[4]
- Kadenz für das Klavierkonzert in D-Dur – für Orchester und Klaviersolo nach Joseph Haydn (1989)[4]
- O.T.A.I. Nr. 2 – Solo für Klarinette, Solostimme und Synthesizer (1989)[4]
- Toccata – Solo für Klavier (1990)[4]
- Divertimento Amadeo – Oktett für zwei Violinen, Flöte, Klarinette, Vibraphon, Viola und Violoncello (1991)[4]
- Iteneani – Nonett für zwei Flöten, zwei Oboen, zwei Klarinetten, zwei Fagotte und Violoncello (1994)[4]
- Eine kleine Pfingstmusik. Veni Creator Spiritus – Septett für zwei Trompeten, zwei Tuben, Horn, Vibraphon und Orgel (1995)[4]